# Harrison Fahn
Pour les articles homonymes, voir Fahn.
Harrison Roy Fahn est un acteur américain né le 14 mai 1996.

## Filmographie
- 2003 : Kim Possible : La Clé du temps
- 2005 : Tarzan 2 :  Jeune Tantor
- 2006 : L'Âge de glace 2 (Ice Age: The Meltdown)
- 2006 : Rox et Rouky 2 (The Fox and the Hound 2)
- 2009 : L'Âge de glace 3 (Ice Age: Dawn of the Dinosaurs)
- 2009 : Special Agent Oso (voix)
- 2009 : Bob l'éponge (SpongeBob SquarePants) : le Kid Chanteur #1 (voix)
- 2010 : Les Rebelles de la forêt 3 (Open Season 3)
- 2010 : Cabeza Hueca (Knucklehead) (voix)